# President de Rússia

Estendard del president de Rússia

El president de Rússia (en rus: Президент России) ocupa la més alta posició en el Govern de Rússia. Després de la dissolució de la Unió Soviètica, només hi ha hagut tres persones que han ocupat el càrrec. El president era escollit cada quatre anys per votació directa de la població russa, fins que el desembre del 2008 fou aprovada una reforma constitucional que ampliava el mandat a 6 anys. El canvi entrarà en vigor a les eleccions presidencials del 2012.

## Obligacions
El president és el cap d'estat i la seva tasca principal és preservar i protegir els drets i llibertats dels russos, garantits per la Constitució de Rússia. El president dirigeix la política interior i internacional del govern de Rússia. És també comandant en cap de les forces armades. El president atorga les condecoracions estatals, resol assumptes relatius a la immigració i té el poder de concedir indults.

## Jurament
El president electe ha de prestar aquest jurament durant la seva investidura: 
| « | En compliment dels meus deures com a president de la Federació Russa, em comprometo a respectar i protegir els drets i llibertats de cada ciutadà; a observar i protegir la Constitució de la Federació Russa; a protegir la sobirania i independència, seguretat i integritat de l'estat i a servir fidelment al poble. | » |

## Llista depresidentsdeRússia

### President del Presidium del Soviet Suprem de la Federació Russa
El president del Presidium del Soviet Suprem de la Federació Russa era el màxim líder de la República Socialista Federativa Soviètica de Rússia entre 1938 i 1991. Durant el període d'existència de la Unió Soviètica era la màxima autoritat a Rússia. És el càrrec antecessor del de president de Rússia, i l'han ocupat: 
- Aleksei Badéiev (1938 - 1944)
- Nikolai Xvernik (1944 - 1946)
- Ivan Vlàssov (1946 - 1950)
- Mikhaïl Taràssov (1950 - 1959)
- Nikolai Ignàtov (1959)
- Nikolai Orgànov (1959 - 1962)
- Nikolai Ignàtov (1962 - 1966)
- Mikhaïl Iàsnov (1966 - 1985)
- Vladímir Orlov (1985 - 1988)
- Vitali Vorotnikov (1988 - 1990)
- Borís Ieltsin (maig de 1990 - 10 de juliol de 1991)

### President de Rússia
A principis de 1991, es va crear el càrrec de president de Rússia, i els poders executius van passar del Soviet Suprem al president. Les responsabilitats del president del Soviet Suprem es van limitar a les de president de la cambra parlamentària. Borís Ieltsin va guanyar les primeres eleccions presidencials el juny de 1991 i, després de la seva investidura, va dimitir del lloc de president del Soviet Suprem. El seu substitut fou Ruslan Khasbulatov (10 de juliol de 1991 - Octubre 1993).
Els presidents de Rússia són:
- Borís Ieltsin[a] (10 de juliol de 1991 – 31 de desembre de 1999). Dos mandats.
- Vladímir Putin[b] (31 de desembre de 1999 – 7 de maig de 2008). Dos mandats.
- Dmitri Medvédev (7 de maig de 2008 – 7 de maig de 2012)
- Vladímir Putin (7 de maig de 2012 – actualitat)